# Aïn Zitoun
Aïn Zitoun è un comune dell'Algeria, situato nella provincia di Oum el-Bouaghi.